# Tommy Fleming

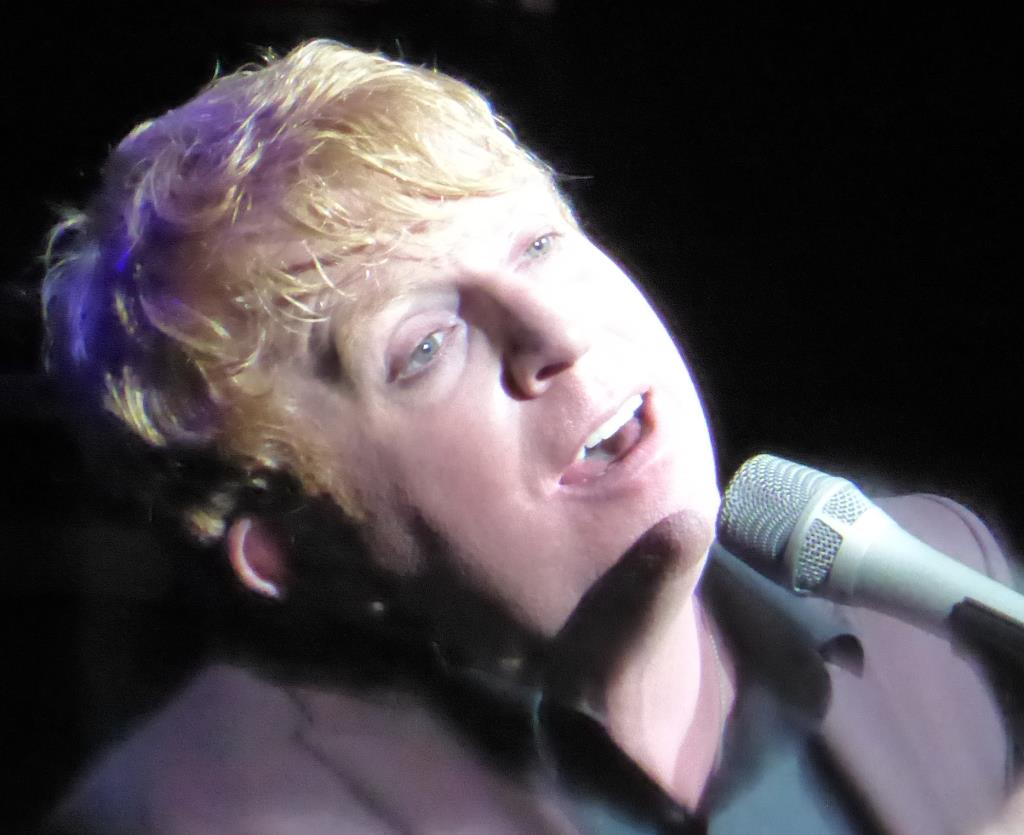
Tommy Fleming, 2014

Tommy Fleming (Aclare, 1971) is een Ierse zanger die ook wel The Voice of Ireland wordt genoemd.
Vanaf jonge leeftijd bleek zijn talent voor zingen. Na het verlaten van school begon Tommy te zingen in pubs en clubs in het hele land. Later had hij onder leiding van producer en componist Phil Coulter optredens met zijn orkest in het Cork Opera House; The National Concert Hall in Dublin, en The University Concert Hall in Limerick. Daarna trad hij, tijdens een toer in 1993 door de Verenigde Staten, op in de legendarische Carnegie Hall en de Boston Symphony Hall.
Na terugkeer uit de USA werd hij drie jaar lang vocalist bij de bekende folkgroep De Dannan als opvolger van Mary Black, Maura O' Connell en Dolores Keane. Vanaf 1996 begon Tommy aan een solo-loopbaan. Juist toen alles er erg rooskleurig voor hem uitzag, raakte Tommy betrokken bij een auto-ongeluk en brak daarbij zijn nek. Na een langzaam proces van genezing ging hij toch weer aan het werk en begon in 1999 met zijn album The Contender.
Tommy werd bekroond als de beste Irish Male Singer in 2005 door het Irish Music Magazine en werd genomineerd als beste Irish Male in de Ireland Meteor awards in 2006.

## Discografie
- A Life Lie Mine - 2006
- Tommy Fleming - Voice of Hope - 2005
- How the West was Won, met De Dannan, (compilatie-album) - 2000
- Warmer for the Spark - (compilatie-album)
- Tommy Fleming - The Contender - 1999
- Tommy Fleming - Sand & Water
- Tommy Fleming - The Collection
- Tommy Fleming - Restless Spirit - 1998
- Tommy Fleming - Different Sides to Life - 1996
- Hibernian Rhapsody, met De Dannan - 1995
- Tommy fleming - Begin - 2012